# Niederzissen
Niederzissen est une municipalité allemande située dans le land de Rhénanie-Palatinat et l'arrondissement d'Ahrweiler.

## Monuments historiques
- Cimetière juif de Niederzissen

## Source
- (de) Cet article est partiellement ou en totalité issu de l’article de Wikipédia en allemand intitulé « Niederzissen » (voir la liste des auteurs).